# 穆罕默德·马贾里亚夫
穆罕默德·马贾里亚夫（阿拉伯语：‎；1940年—）是利比亚政治人物，利比亚国民议会議員，全国阵线党领袖。2012年8月9日，他当选利比亚国民议会主席，从而成为临时的国家元首。

## 生平
1984年5月8日，他领导「拯救利比亚全国阵线」（NFSL）试图暗杀格達費。然而行动失败，导致后来有2,000人被逮捕，8人被公开死。NFSL成立于1981年，是利比亚第一个反抗格達費、追求民主的政治组织。
2011年革命时期，他从美国返回到了利比亚，结束了长达30年的海外流亡生涯。
他领导的全国阵线党在国民议会200个席位中占3个政党席位。共有5名候选人竞选角逐首任议会主席一职，他获得了200票中的113票，成功当选。